# Сан-Коломбано-аль-Ламбро
Сан-Коломбано-аль-Ламбро (итал. San Colombano al Lambro) — коммуна в Италии, в провинции Милан области Ломбардия.
Население составляет 7182 человека, плотность населения составляет 449 чел./км². Занимает площадь 16 км². Почтовый индекс — 20078. Телефонный код — 0371.
Покровителем коммуны почитается святой Колумбан, празднование 21 ноября.